# Joué-l’Abbé
Joué-l’Abbé település Franciaországban, Sarthe megyében. Lakosainak száma 1275 fő (2022. január 1.). Joué-l’Abbé Souligné-sous-Ballon, Savigné-l’Évêque, Courcebœufs, La Guierche és Neuville-sur-Sarthe községekkel határos.

## Népesség
A település népességének változása:
| Lakosok száma | 1315 | 1296 | 1309 | 1279 | 1270 | 1261 | 1266 | 1270 | 1275 |
|               | 2013 | 2015 | 2016 | 2017 | 2018 | 2019 | 2020 | 2021 | 2022 |